# (400397) 2008 AY80
(400397) 2008 AY80 es un asteroide perteneciente al cinturón de asteroides descubierto el 12 de enero de 2008 por el equipo del Spacewatch desde el Observatorio Nacional de Kitt Peak, Arizona, Estados Unidos.

## Designación y nombre
Designado provisionalmente como 2008 AY80.

## Características orbitales
2008 AY80 está situado a una distancia media del Sol de 2,977 ua, pudiendo alejarse hasta 3,387 ua y acercarse hasta 2,567 ua. Su excentricidad es 0,137 y la inclinación orbital 9,365 grados. Emplea 1876,72 días en completar una órbita alrededor del Sol.

## Características físicas
La magnitud absoluta de 2008 AY80 es 16,9. 